# Kulinowicze
Kulinowicze – dynastia panująca w Bośni i Hercegowinie w latach 1180–1253. Jej założycielem był ban Kulin, który uniezależnił w 1180 Bośnię od Cesarstwa Bizantyjskiego, rządzonego wówczas przez cesarza Manuela I Komnena. Udało mu się stopniowo przekształcić Bośnię, zależną wówczas od Węgier w faktycznie samodzielne państwo. Jego następcą był jego syn Stefan, który prowadził w przeciwieństwie do swojego poprzednika zdecydowanie inną politykę, prokościelną. To spowodowało upadek dynastii, która została obalona przez Kulina. Stefan wycofał się ze swoim synem do Usory, gdzie zmarł w 1236. Jego syn Sibislav, władca Usory, starał się powrócić na tron bośniacki tocząc walki z banem Matejem Ninoslavem, jednak bezskutecznie.

## Władcy Bośni z dynastii Kulinowiczów
- 1180–1204 Kulin
- 1204–1232 Stefan, zmarł w 1236